# Hildale
Hildale és una població dels Estats Units a l'estat de Utah. Segons el cens del 2000 tenia 1.895 habitants.

## Demografia
Segons el cens del 2000, Hildale tenia 1.895 habitants, 232 habitatges, i 215 famílies. La densitat de població era de 248,9 habitants per km².
Dels 232 habitatges en un 76,7% hi vivien nens de menys de 18 anys, en un 82,3% hi vivien parelles casades, en un 8,6% dones solteres, i en un 6,9% no eren unitats familiars. En el 6% dels habitatges hi vivien persones soles el 4,3% de les quals corresponia a persones de 65 anys o més que vivien soles. El nombre mitjà de persones vivint en cada habitatge era de 8,17 i el nombre mitjà de persones que vivien en cada família era de 8,1.
Per edats la població es repartia de la següent manera: un 63,6% tenia menys de 18 anys, un 8,8% entre 18 i 24, un 18,4% entre 25 i 44, un 6,3% de 45 a 60 i un 2,8% 65 anys o més.
L'edat mediana era de 13 anys. Per cada 100 dones de 18 o més anys hi havia 75,8 homes.
La renda mediana per habitatge era de 32.679 $ i la renda mediana per família de 31.750 $. Els homes tenien una renda mediana de 25.170 $ mentre que les dones 16.071 $. La renda per capita de la població era de 4.782 $. Entorn del 37% de les famílies i el 41,2% de la població estaven per davall del llindar de pobresa.

## Poblacions més properes
El següent diagrama mostra les poblacions més properes.